# Imperatorskij voenno-vozdušnyj flot
La Imperatorskij voenno-vozdušnyj flot (in russo: Императорскiй военно-воздушный флотъ, letteralmente "Flotta aerea militare imperiale") fu l'aeronautica militare dell'Impero russo. Fondata nel 1912, operò nel corso della prima guerra mondiale per poi essere sciolta nel 1917 a seguito della caduta dell'Impero e dello scoppio della guerra civile russa.

## Storia

### Preludio
Le sue origini risalgono al 1880 con progetti di pionieri russi come Nikolaj Ivanovič Kibal'čič e Alexander Mozhaysky. Negli anni 1890 l'aviazione venne rinnovata da Konstantin Ėduardovič Ciolkovskij.
Tra il 1902 e il 1903 l'esercito imperiale russo usò dei palloni aerostatici durante le esercitazioni militari nel distretto militare di Kiev per la ricognizione e il coordinamento del fuoco di artiglieria. La compagnia aeronautica (Отдельная воздухоплавательная рота) venne sottoposta al comando del colonnello A.M. Kovanko.
Nel 1904 venne fondato il primo Istituto aerodinamico al mondo (Аэродинамический институт) da Nikolaj Egorovič Žukovskij a Železnodorožnyj nei pressi di Mosca.
Un battaglione aeronautico (учебный Восточно-Сибирский воздухоплавательный батальон) partecipò alla guerra russo-giapponese.
Nel 1910 degli ufficiali vennero mandati in Francia ad addestrarsi come piloti, nel frattempo l'esercito russo acquistò velivoli francesi e britannici e incominciò ad addestrare i suoi primi aviatori: la prima scuola di volo venne aperta a Gatčina nell'estate del 1910, mentre la seconda a Sebastopoli nell'autunno del 1910.
Venne costruito un biplano a San Pietroburgo che doveva essere utilizzato per osservazioni, ma entrò in competizione con un "Farman" francese del 1911 e non entrò mai in servizio.

### Nascita
Il 12 agosto 1912 l'aeronautica militare imperiale venne costituita separandola dall'esercito.
Durante la prima guerra balcanica le forze aeree arruolate nell'esercito bulgaro erano composte da 10 volontari (4 piloti e 6 tecnici) comandate da S. Schetinin.
Nel 1913 Igor' Ivanovič Sikorskij costruì il primo biplano a quattro motori, il Sikorsky Russky Vityaz, e il famoso bombardiere, Sikorsky Ilya Muromets.
Nello stesso anno Dmitrij Pavlovič Grigorovič costruì idrovolanti di "tipo M" per la Marina imperiale russa.
Nel 1914 l'aviatore polacco Jan Nagórski fece un volo nell'Artico alla ricerca della spedizione perduta dell'esploratore Georgij Jakovlevič Sedov.

### Prima guerra mondiale
All'inizio della Grande Guerra, l'aeronautica militare dell'Impero russo era seconda solamente a quella francese (263 aerei e 14 dirigibili), sebbene la maggior parte degli aerei fosse obsoleta per essere di effettiva utilità.
Dopo l'inizio della guerra, i piloti furono riarmati con Mauser C96 da 7,63 × 25 mm perché le pistole semiautomatiche tedesche erano più efficaci dei revolver standard Nagant M1895 da 7,62 mm. Alcuni piloti erano armati di carabine.
Inizialmente, la Russia utilizzò l'aviazione solo per ricognizioni e coordinamento del fuoco di artiglieria. In seguito alcuni aerei vennero armati con fléchette d'acciaio per attaccare obiettivi terrestri (colonne di fanteria, cavallerie nemiche, campeggi, ecc.). Infine gli aeroplani vennero dotati di bombe aeree.
L'8 settembre 1914, il pilota Pyotr Nesterov eseguì il primo speronamento aereo nella storia dell'aviazione. Più tardi, il tenente Vyacheslav Tkachov divenne il primo pilota russo che abbatté un aereo sparando al pilota nemico.
Nel dicembre del 1914 uno squadrone di 10 bombardieri Ilya Muromets venne formato per fronteggiare l'esercito imperiale tedesco e quello austro-ungarico.
Il 17 gennaio 1915 il Ministero della Guerra dell'Impero russo ordinò di armare gli aerei con Madsen da 7,62 × 54 mm R e Lewis con proiettili .303 British
Nel marzo del 1915 venne istituita l'aviazione navale. La marina imperiale russa ricevette due navi e sei idrovolanti (una nave a vapore "Император Николай I " che venne convertita in una portaerei per cinque idrovolanti M-5 e un incrociatore "Алмаз" che venne ricostruito e convertito in un idrovolante). L'aviazione navale non confluì nell'aeronautica, ma divenne parte della Flotta del Mar Nero.
Il 31 marzo 1915 il pilota Aleksandr Aleksandrovič Kazakov fece un altro speronamento usando un Morane-Saulnier G come proiettile.
Nell'estate 1915 le bombe Molotov (bottiglie di vetro contenenti una miscela infiammabile di benzina e olio combustibile) vennero usate dai piloti per attaccare bersagli terrestri.
Nel 1915 l'aeronautica militare imperiale venne sottoposta direttamente allo Stavka (quartier generale del comandante in capo).
Nel 1916 le dimensioni e la forza dell'aviazione navale incrementarono e la flotta del Mar Nero ebbe due idrovolanti ("Император Николай I" e "Император Александр I") e 14 idrovolanti M-9.
Durante la prima guerra mondiale, a 269 aviatori russi furono assegnate le decorazioni militari di San Giorgio (Spada d'oro al coraggio, Ordine di San Giorgio e la Croce di San Giorgio), a 5 piloti fu assegnato la Legion d'onore, 2 aviatori ricevettero la Croce Militare, ad altri 2 aviatori l'Ordine dell'Aquila bianca e agli altri vennero premiati con medaglie meno importanti e 26 piloti divennero assi dell'aviazione della Russia. Il pilota russo di maggior successo fu Aleksandr Aleksandrovič Kazakov, che abbatté 20 aerei nemici.
Tuttavia, dato l'esito della guerra sul Fronte orientale e al crollo economico, la produzione di aerei diminuì significativamente rispetto all'Impero tedesco.
Dopo la Rivoluzione di febbraio l'aeronautica militare imperiale venne rinnovata di nuovo, ma dopo la Rivoluzione d'ottobre si dissolse: la maggior parte degli aerei divenne il nucleo dell'Aeronautica militare dell'URSS, i rimanenti entrarono a far parte dell'Armata Bianca.

## Suddivisioni dell'Aeronautica militare imperiale
Nel corso della Grande Guerra i distaccamenti aerei vennero raggruppati in battaglioni:
- 1º Battaglione Aereo (1-я боевая авіаціонная группа): formato il 9 agosto 1916 includeva:
  - 2º Distaccamento Aereo (2-й корпусной авіаціонный отрядъ)
  - 4º Distaccamento Aereo (4-й корпусной авіаціонный отрядъ)
  - 19º Distaccamento Aereo (19-й корпусной авіаціонный отрядъ)
- 2º Battaglione Aereo (2-я боевая авіаціонная группа): formato nell'aprile 1917 comprendeva:
  - 3º Distaccamento Aereo (3-й корпусной авіаціонный отрядъ)
  - 4º Distaccamento Aereo (4-й корпусной авіаціонный отрядъ)
  - 8º Distaccamento Aereo (8-й корпусной авіаціонный отрядъ)
- 3º Battaglione Aereo (3-я боевая авіаціонная группа): formato nell'aprile 1917 includeva:
  - 1º Distaccamento Aereo (1-й корпусной авіаціонный отрядъ)
  - 11º Distaccamento Aereo (11-й корпусной авіаціонный отрядъ)
  - 22º Distaccamento Aereo (22-й корпусной авіаціонный отрядъ)
- 4º Battaglione Aereo (4-я боевая авіаціонная группа): formato nel giugno del 1917 includeva:
  - 5º Distaccamento Aereo da Caccia (5-й авіаціонный отрядъ истребителей)
  - 13º Distaccamento Aereo da Caccia (13-й авіаціонный отрядъ истребителей)
  - 14º Distaccamento Aereo da Caccia (14-й авіаціонный отрядъ истребителей)
  - 15º Distaccamento Aereo da Caccia (15-й авіаціонный отрядъ истребителей)
- 5º Battaglione Aereo (5-я боевая авіаціонная группа): progettato per l'agosto 1917, mai istituito, doveva comprendere:
  - 2º Distaccamento Aereo da Caccia (2-й авіаціонный отрядъ истребителей)
  - 6º Distaccamento Aereo da Caccia (6-й авіаціонный отрядъ истребителей)
  - 7º Distaccamento Aereo da Caccia (7-й авіаціонный отрядъ истребителей)

## Problemi di produzione e manutenzione
Nonostante fossero necessari per l'Impero russo innumerevoli velivoli, solo circa 5.600 ne vennero prodotti prima dell'ottobre 1917.
Questo era dovuto al fatto che l'industria russa a causa della sua arretratezza non riuscì mai a soddisfare la domanda di aerei e non vennero mai prodotti motori e telai in numero sufficiente per la guerra, pertanto la maggior parte di essi veniva importata dall'estero, principalmente dalla Francia. La produzione di aerei superò leggermente quella dell'Austria-Ungheria che produsse circa 5.000 aerei e 4.000 motori tra il 1914 e il 1918, mentre fu molto scarsa rispetto ai 20.000 velivoli e 38.000 motori prodotti in Italia e gli oltre 45.000 aerei prodotti in Germania. Oltre ai problemi di produzione era molto difficile mantenerli in volo e ottenerli tempestivamente, di conseguenza i piloti si trovarono di fronte a una cronica carenza di velivoli per un fronte estremamente ampio e la Stavka faceva volare il più possibile aerei obsoleti contro aerei nemici più efficienti. Il risultato fu che aerei ormai superati rimasero in servizio; alcuni in prima linea e altri che non avrebbero dovuto volare. Un rapporto del Dipartimento di Guerra americano del 24 agosto 1916 affermava che la maggior parte degli aerei russi non si poteva pilotare a causa della mancanza di un'adeguata struttura con armamento proveniente da uomini non addestrati. La mancanza di pezzi di ricambio indusse i piloti a montare sistemi di accensione su motori non costruiti per tale scopo.

## Aerei

### Caccia
- Morane-Saulnier Type H
- Morane-Saulnier Type L
- Morane-Saulnier Type N
- Morane-Saulnier Type I
- Morane-Saulnier Type V
- Sikorsky S-20
- Nieuport 10
- Nieuport 11
- Nieuport 12
- Nieuport 16
- Nieuport 17
- Nieuport 21
- Nieuport 24
- Nieuport 27
- SPAD A.2
- SPAD S.VII
- Sopwith Triplane

### Ricognizione
- Anatra D
- Anatra DS
- FBA Type A
- Grigorovich M-5
- Grigorovich M-15
- Morane-Saulnier Type G
- Sopwith Tabloid
- Lebed XI
- Lebed XII
- Morane-Saulnier Type P
- Nieuport IV
- Sopwith 1½ Strutter

### Bombardieri
- Sikorsky Ilya Muromets
- Voisin III

### Supporto
- Blériot XI